# Phobos
A Phobos a Mars nagyobbik holdja. A Mars felszíne és a Phobos közötti távolság mindössze 5760 km. Összehasonlításképpen: bolygónk és a Hold között 384 400 km ez a távolság. A Phobos méretei: 27,0×21,6×18,8 km, tömege 1,08×1016 kg, közepes sűrűsége 1,9 g/cm³. Mars körüli ellipszis alakú pályájának excentricitása 0,0210, fél nagytengelye 9382 km. A pályasíkja csaknem egybeesik a bolygó keringési síkjával. A Phobos gyorsabban kering, mint ahogy a Mars egyszer megfordul a tengelye körül. A Marsot 7 h 39 m alatt kerüli meg, vagyis naponta háromszor, eközben kétszer kel fel a nyugati és kétszer nyugszik le a keleti égbolton.
Tulajdonképpen a Phobos és társa, a Deimos is aszteroidák, amiket a Mars gravitációja fogott be. Mindkét hold a nevét Mars görög megfelelőjének, Arész hadistennek fiairól kapta, bár ezek latin megfelelői Timor és Metus lennének.
Az árapály-erők hatására a hold keringése kötött, vagyis a Phobos mindig ugyanazt az oldalát fordítja a bolygó felé (ahogy a Föld Holdja is). Ugyanezek az erők állandóan fékezik a Phobos mozgását, így a Marstól való távolsága egyre csökken, 100 év alatt mintegy 2 méterrel. Mintegy 30-50 millió év múlva a hold a bolygó felszínére zuhanna, ám előtte darabokra törik, ami a Mars körül egy gyűrűt fog létrehozni.

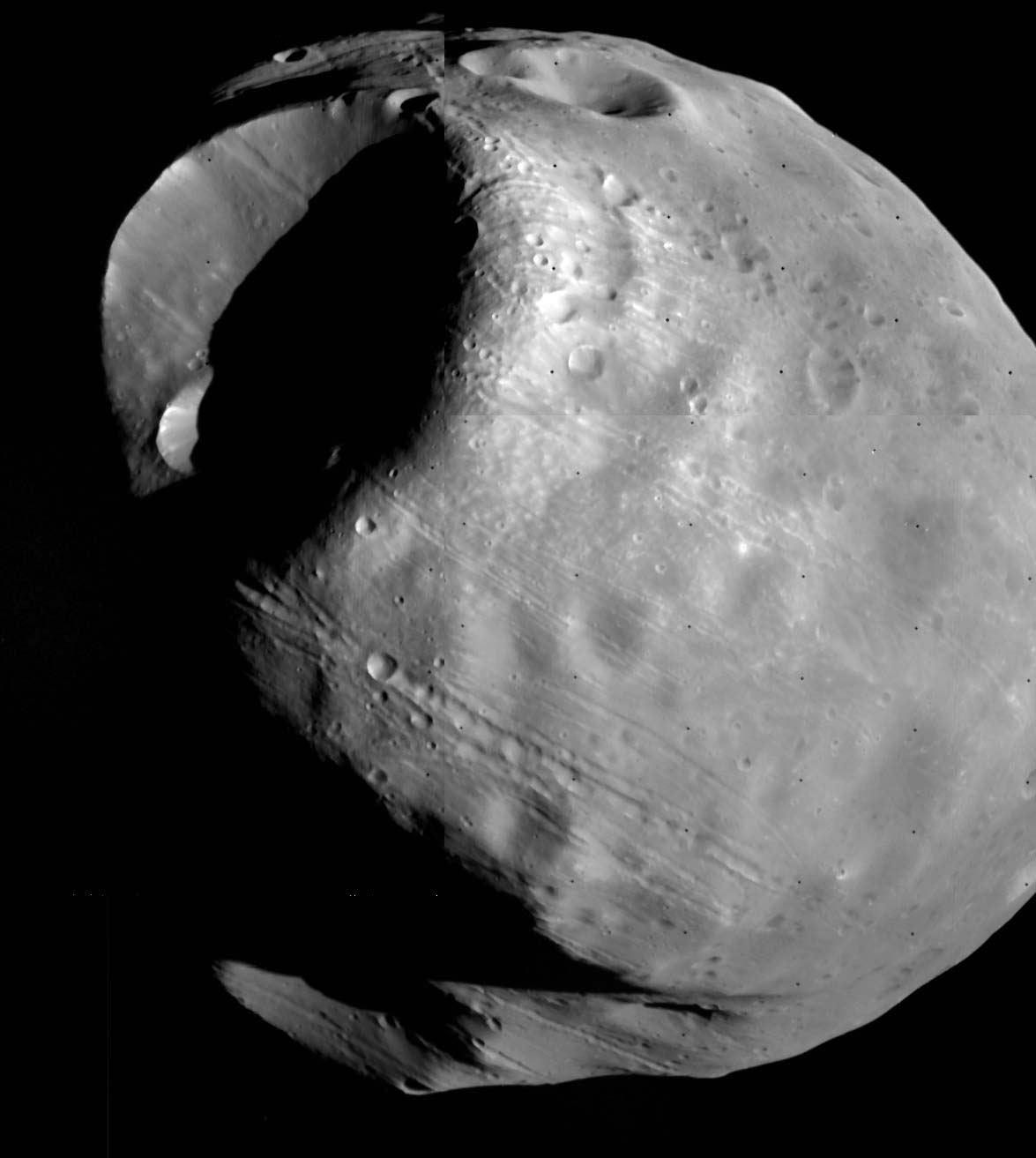
A Stickney-kráter

A holdat vastag porréteg borítja, amit regolitnak nevezünk. Ennek sötétszürke színe élesen elüt a Mars vörös színű felszínétől. A hold a rá vetődő fény 6%-át veri vissza. Felszínét különböző méretű becsapódásos kráterek tarkítják. Az ütközések erejét jól jellemzi az, hogy felszíndarabok váltak le róla. A Phobos felületén megfigyelhetők néhány kilométer hosszú, 100–200 méter széles, 20 méter mély barázdák. Becsapódással keletkezett a hold legnagyobb krátere, a Stickney-kráter. A becsapódáskor felszabaduló hő megolvasztotta a felszín alatti kőzeteket, amelyek így részben kitöltötték a mélyedéseket.
A legújabb kutatási eredmények szerint nem becsapódás hozta létre a Phobos felszínén található barázdákat, mert azok kora jelentős ingadozást mutat. A legfiatalabb barázdák ugyanis maximum néhány millió évesek. Azokat a Mars és a Phobos között zajló árapály erők hozták létre, ami a hold szétszakadásához fog vezetni. Ugyanis a Phobos belső szerkezete sokkal szivacsosabb, mint korábban gondolták. Valószínűleg viszonylag szorosan egymáshoz illeszkedő darabokból állhat, így szétszakadása könnyebben megtörténik.

## Napfogyatkozások
A Phobos időről időre árnyékot vet a Marsra, részleges napfogyatkozást okozva. Mivel az égitest látszólagos mérete a Napéhoz viszonyítva túl kicsi, sosem lehet teljes a napfogyatkozás. A holdak pályája gyakorlatilag egybeesik bolygójuk, a Mars keringési síkjával (csupán 1,08°-os eltérés van). Így jóval gyakrabban kerül a Nap és Mars közé valamelyik hold, ellentétben a Föld-Hold rendszerrel, ahol jóval nagyobb, 6,687° az eltérés.

A Phobos tranzitja az Opportunity szemszögéből

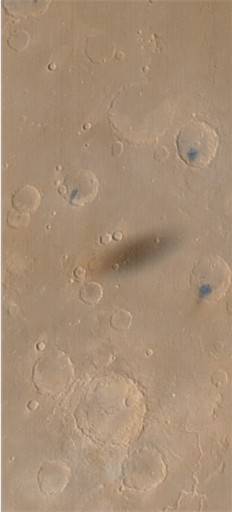
A Phobos árnyéka a Mars felszínén, melyet a Mars Global Surveyor műhold örökített meg